# Apocalypse (álbum de Mahavishnu Orchestra)
Apocalypse es el tercer álbum de la banda estadounidense Mahavishnu Orchestra. Fue publicado a principios de mayo de 1974 por el sello discográfico Columbia Records.

## Antecedentes
Apocalypse fue anunciado en la edición del 4 de mayo de 1974 de Record World; allí la revista informó que John McLaughlin había formado una nueva Mahavishnu Orchestra de once músicos, sin utilizar ninguno de los integrantes del personal anterior entre sus músicos. La segunda alineación de la banda incluía a Gayle Moran en los teclados y voces, Jean-Luc Ponty en el violín, Ralphe Armstrong en el bajo y a Michael Walden en la batería.
Apocalypse se grabó en marzo de 1974 en AIR Studios, en Londres, Inglaterra. Fue producido por George Martin, quien lo consideró “uno de los mejores discos que jamás haya hecho”, e incluye la Orquesta Sinfónica de Londres, dirigida por Michael Tilson Thomas.

## Recepción de la crítica
Un escritor no especificado de la revista Cash Box declaró: “Las cinco composiciones del LP son expresivas en una variedad de formas y, sin embargo, se comunican en una armonía y unidad primordiales que son fascinantes”. Un escritor no especificado de Billboard escribió: “El disco tiende a ser un poco pesado a veces con el apoyo de la Orquesta Sinfónica de Londres, pero el espíritu de McLaughlin brilla. Debería resultar una experiencia auditiva desafiante tanto para los aficionados a McLaughlin como para los que no lo conocen”.

## Lista de canciones
Toda la música compuesta por John McLaughlin; letras en «Smile of the Beyond» escritas por “Mahalakshmi” Eve McLaughlin. 
Lado uno
1. «Power of Love» – 4:36
2. «Vision Is a Naked Sword» – 14:16
3. «Smile of the Beyond» – 7:56

Lado dos
1. «Wings of Karma» – 6:12
2. «Hymn to Him» – 19:23

## Créditos y personal
Créditos adaptados desde las notas de álbum de Apocalypse.
Músicos
- John McLaughlin – guitarra, voces
- Gayle Moran – teclados, voces
- Jean-Luc Ponty – violín eléctrico, violín barítono
- Ralphe Armstrong – bajo eléctrico, voces
- Michael Walden – batería, percusión
- Michael Tilson Thomas – conductor, piano en «Vision Is a Naked Sword»
- Michael Gibbs – orquestación
- Marsha Westbrook – viola
- Carol Shive – violín, voces
- Philip Hirschi – violonchelo

Personal técnico
- George Martin – productor
- Geoffrey Emerick – ingeniero de audio
- Ashok Chris Poisson – diseño, ilustración
- Pranavananda – fotografía de portada
- Tony Russell  – fotografía de contraportada

## Posicionamiento
| Gráfica (1974)                | Pico de posición |
| ----------------------------- | ---------------- |
| Australia (Kent Music Report) | 82               |